# Bucha (Neustadt an der Orla)
Bucha è una frazione della città tedesca di Neustadt an der Orla.

## Storia
Il 1º gennaio 2019 il comune di Bucha venne soppresso e aggregato al comune di Knau.
Il 31 dicembre dello stesso anno anche il comune di Knau venne soppresso, e aggregato alla città di Neustadt an der Orla.